# Xanthophyllum brachystachyum
Xanthophyllum brachystachyum là một loài thực vật có hoa trong họ Polygalaceae. Loài này được W.J.de Wilde & Duyfjes mô tả khoa học đầu tiên năm 2005.